# Monacha pseudorothii
Monacha pseudorothii is een slakkensoort uit de familie van de Hygromiidae. De wetenschappelijke naam van de soort is voor het eerst geldig gepubliceerd in 2003 door Hausdorf.